# Zwitserland op het Eurovisiesongfestival

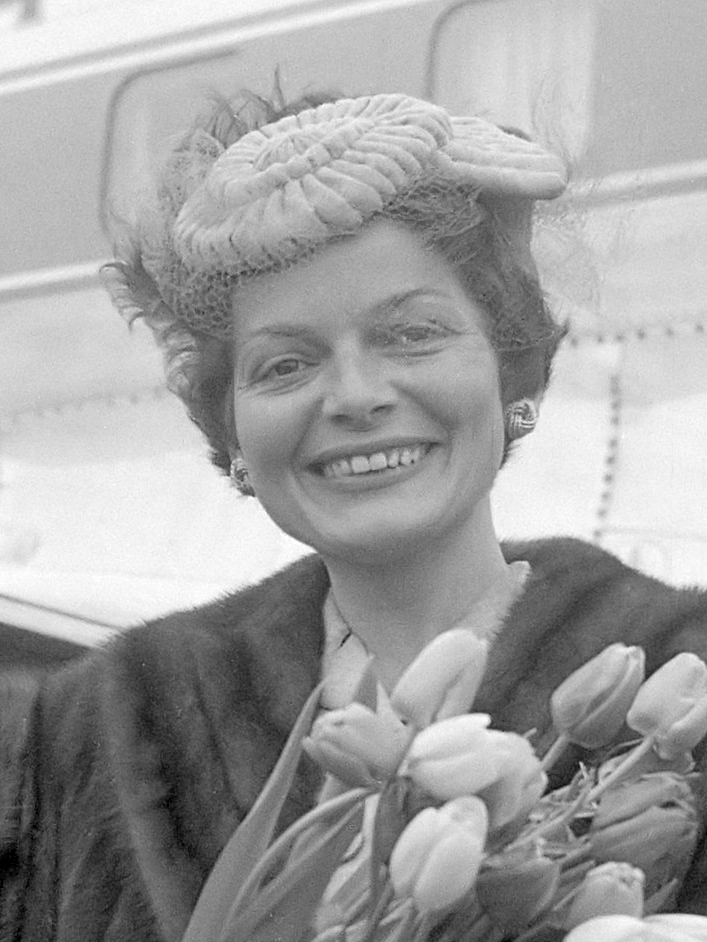
Lys Assia werd de winnaar van het eerste songfestival uit de geschiedenis in 1956.

Zwitserland is een van de zeven stichtende leden van het Eurovisiesongfestival. Het eerste festival werd in 1956 in het Zwitserse Lugano georganiseerd en het thuisland behaalde meteen de overwinning dankzij zangeres Lys Assia. Daarna duurde het tot 1988 voordat het land met Céline Dion zijn tweede overwinning behaalde. Uiteindelijk slaagde Nemo erin om in 2024 Zwitserland voor een derde keer te laten winnen.

## De jaren 50
Zwitserland won het eerste festival met zangeres Lys Assia. Zij deed het jaar erna nog eens mee, maar toen werd ze samen met de Belg Bobbejaan Schoepen voorlaatste. Maar dat hield Lys Assia niet tegen om in 1958 een nieuwe poging te ondernemen, dit keer had ze weer meer succes en werd ze tweede met het vrolijke Giorgio dat deels in het Duits en deels in het Italiaans gezongen werd. De jaren 50 werden afgesloten met een mooie 4e plaats.

## De jaren 60
Hier volgden hoogtepunten en dieptepunten elkaar op. In 1963 deed de Israëlische Esther Ofarim mee voor Zwitserland: ze sprak zelf geen woord Frans, maar zong zich toch met T'en vas pas naar een tweede plaats. Deze tweede plaats was controversieel omdat Noorwegen in eerste instantie vier punten aan Zwitserland had gegeven en één aan Denemarken. Omdat er onregelmatigheden waren gebleken, werden deze punten niet direct meegeteld, maar werd de Noorse jury aan het einde van de avond teruggebeld. Toen gaf het onder meer vijf punten aan Denemarken en twee aan Zwitserland, waardoor Denemarken met twee punten voorsprong won. Een jaar later, in 1964 deed Anita Traversi voor de tweede keer mee. In totaal deed Traversi zeven keer mee aan een Zwitserse voorronde. In 1960 en 1964 wist deze te winnen, maar in 1956, 1961 (2 nummers), 1963 (3 nummers), 1967 en 1976 kwam ze niet op het songfestival podium terecht.
In zowel 1964 en 1967 werd Zwitserland laatste, met nul punten.

## De jaren 70
Het eerste deel van de jaren zeventig verliep niet van een leien dakje, maar van 1975 tot 1982 eindigden de Zwitsers steevast in de top 10. De regel dat de taalkeuze vrij was, was van kracht tussen 1973 tot 1976, maar enkel in dat laatste jaar maakte Zwitserland daar gebruik van door in het Engels te zingen.

## De jaren 80
De jaren 80 begonnen zeer goed met twee 4e plaatsen, onder andere van Peter, Sue & Marc die al voor de 4e keer deelnamen, in 1981 zong de groep het Italiaanse Io senza tei naar een vierde plaats. Willeke Alberti maakte een Nederlandstalige versie van dit lied: Het is nog niet voorbij. In 1982 werd Zwitserland 3e dankzij Arlette Zola. Na 3 jaar mindere prestaties werd het land 2e in 1986 en zelfs 1e in 1988. Céline Dion, hoewel Canadese, haalde de overwinning binnen voor Zwitserland met Ne partez pas sans moi. In 1989 mocht Zwitserland het festival organiseren en dat deed het in Lausanne. Voor deze gelegenheid werd er in de nationale finale gekozen voor de groep Furbaz met een lied in de vierde officiële taal van Zwitserland, het Reto-Romaans.

## De jaren 90
Met een 5e en 3e plaats in 1991 en 1993 begonnen de jaren 90 veelbelovend, maar daarna zou het nog 12 jaar duren vooraleer Zwitserland nog eens in de top 10 zou eindigen. Door het slechte resultaat in 1994 moest Zwitserland voor het eerst een songfestival overslaan. Na 3 minder goede klasseringen en zelfs een erbarmelijke laatste plaats met 0 punten in 1998 moest het land in 1999 weer een jaartje overslaan.

## 2000 en verder

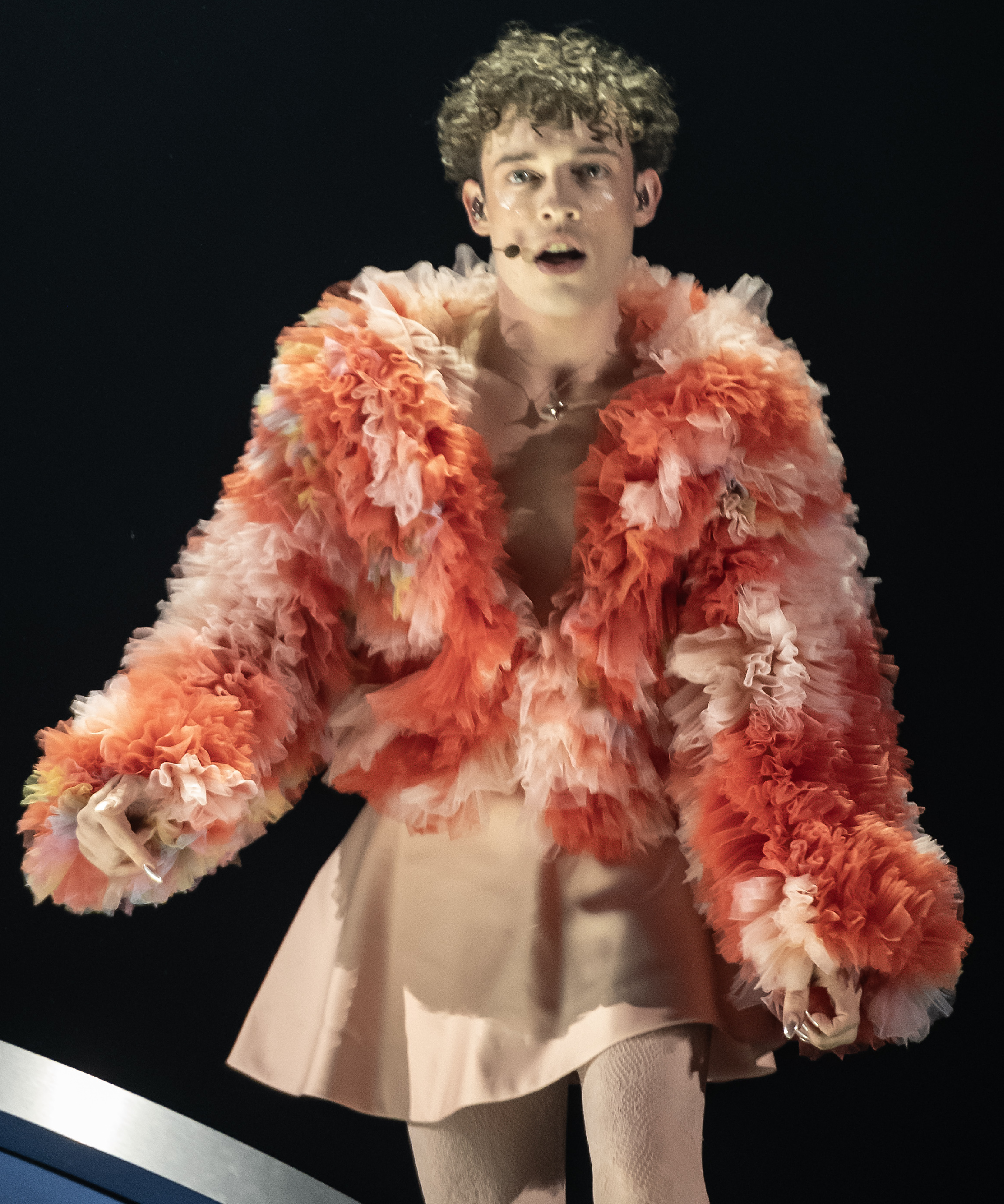
Nemo zorgde in 2024 voor de derde Zwitserse songfestivalzege.

In 2000 deed Jane Bogaert mee met in haar achtergrondkoortje de Italiaanse ster Al Bano. Deze kon niet verhelpen dat Zwitserland opnieuw laag eindigde en in 2001 opnieuw niet mocht deelnemen. De populaire zangeres Francine Jordi brak in 2002 met een volgens sommigen erg oubollige ballade geen potten.
In 2004 mocht Zwitserland deelnemen aan de halve finale. Daar werd men vertegenwoordigd door Piero Esteriore en de Music Stars. Zij waren allen finalisten geweest in de Duits-Zwitserse Idols/Idool. Het enigszins repetitieve nummer Celebrate behaalde opnieuw 0 punten in Istanboel.
In 2005 gooiden de Zwitsers het roer om. De Estse meidengroep Vanilla Ninja die in de Duitssprekende landen ook populair was, werd rechtstreeks aangeduid om het land te vertegenwoordigen met het lied Cool Vibes. Ze haalden de finale en daar hoorde Zwitserland voor het eerst in 12 jaar nog eens Switzerland twelve points. Nadat de landen stemden die in de halve finale afgevallen waren stond Zwitserland op de tweede plaats, het feit dat de meidengroep uit Oost-Europa kwam heeft daar ook wat punten losgeweekt. Daarna vielen de toebedeelde punten wat tegen, maar met uiteindelijk een 8e plaats was Zwitserland wel verzekerd van deelname aan de finale van het Eurovisiesongfestival 2006.
Ook in 2006 werd een groep rechtstreeks aangeduid, een zeskoppige groep Six4one, bestaande uit artiesten van zes verschillende nationaliteiten (Duitsland/Portugal, Zwitserland, Malta, Bosnië, Zweden en Israël). De producer en componist van het nummer If we all give a little is Ralph Siegel, die hiermee voor de negentiende keer een songfestivalbijdrage leverde, een record.
In 2011 lukte het Anna Rossinelli voor het eerst sinds 2006 om Zwitserland naar de finale te slepen. In de eerste halve finale werd ze tiende en haalde de finale dus nipt. In de finale werd Rossinelli laatste met 19 punten.
In 2012 slaagde Sinplus er met het lied Unbreakable niet in de finale te halen. Ook Takasa slaagde er in 2013 niet in om door te stoten naar de finale. In 2014 lukte het Sebalter wel weer om de finale te halen, waarin hij dertiende werd. In 2015 en 2016 werd Zwitserland, met respectievelijk Mélanie René en de Canadese zangeres Rykka, tweemaal op rij laatste in de halve finale. Met de groepen  Timebelle en ZiBBZ wisten de Zwitsers zich in respectievelijk 2017 en 2018 evenmin te plaatsen voor de finale.
Op het songfestival van 2019 in Tel Aviv trad Zwitserland aan met Luca Hänni. Hij wist met het nummer She got me een finaleplaats te bemachtigen en was in de peilingen vooraf zelfs een outsider voor de overwinning. Uiteindelijk eindigde hij op de vierde plaats, het eerste Zwitserse top 5-succes in 26 jaar tijd. In 2021 werd dat succes bestendigd: Gjon's Tears haalde met Tout l'Univers de derde plaats.
Op het songfestival van 2022 deed Zwitserland mee met Marius Bear. Hij deed mee met het nummer Boys do cry. Hij wist hiermee in de finale te belanden. Hij eindigde 17de en kreeg 78 punten.
In 2024 wist Zwitserland een derde overwinning in de wacht te slepen. Het Zwitserse lied The code van Nemo kreeg 591 punten. Het lied won de jurystemming met overtuiging: in totaal gaven 21 landen de 12 punten aan Zwitserland. Zwitserland won daarentegen de televoting niet: daar eindigde het land als vierde.
Dankzij de Zwitserse overwinning het jaar voordien, werd het Eurovisiesongfestival 2025 in eigen land gehouden. Bazel was gaststad van dienst. Zwitserland werd vertegenwoordigd door Zoë Me. Bij de vakjury's eindigde Zwitserland als tweede, maar van de televoters wist de Zwitserse bijdrage geen enkel punt te bemachtigen. Uiteindelijk eindigde het gastland als tiende.

## Trivia

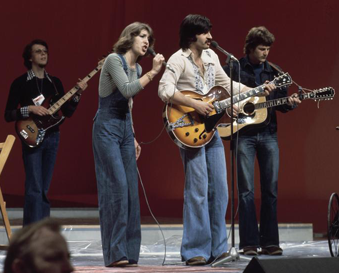
Peter, Sue & Marc namen vier keer namens Zwitserland deel aan het songfestival.

Zwitserland heeft vier officiële talen (Duits, Frans, Italiaans en Reto-Romaans). In tegenstelling tot België wisselen de verschillende landsdelen niet af bij het kiezen van een deelnemer, maar treden vertegenwoordigers van de drie omroepen samen aan in een nationale finale. Hierdoor is het te verklaren dat er meer Franse (25) deelnames waren; er waren twaalf Duitse, tien Italiaanse, één Reto-Romaanse en achttien Engelse inzendingen.
Lys Assia heeft vier keer deelgenomen (twee keer in 1956), waarvan twee keer in het Frans, één keer in het Duits en één keer gemengd Duits-Italiaans.
De groep Peter, Sue & Marc heeft ook vier keer deelgenomen en dit vier keer in een andere taal (Frans, Engels, Duits en Italiaans). Geen enkele andere artiest zong vier keer in een andere taal.

## Zwitserse deelnames
| Jaar | Artiest                                  | Titel                              | Fin. | Ptn. | Semi | Ptn. | Taal               |
| ---- | ---------------------------------------- | ---------------------------------- | ---- | ---- | ---- | ---- | ------------------ |
| 1956 | Lys Assia                                | Das alte Karussell                 | ?    | ?    |      |      | Duits              |
| 1956 | Lys Assia                                | Refrain                            | 1    | ?    |      |      | Frans              |
| 1957 | Lys Assia                                | L'enfant que j'étais               | 8    | 5    |      |      | Frans              |
| 1958 | Lys Assia                                | Giorgio                            | 2    | 24   |      |      | Duits en Italiaans |
| 1959 | Christa Williams                         | Irgendwoher                        | 4    | 14   |      |      | Duits              |
| 1960 | Anita Traversi                           | Cielo e terra                      | 8    | 5    |      |      | Italiaans          |
| 1961 | Franca di Rienzo                         | Nous aurons demain                 | 3    | 16   |      |      | Frans              |
| 1962 | Jean Philippe                            | Le retour                          | 10   | 2    |      |      | Frans              |
| 1963 | Esther Ofarim                            | T'en va pas                        | 2    | 40   |      |      | Frans              |
| 1964 | Anita Traversi                           | I miei pensieri                    | 13   | 0    |      |      | Italiaans          |
| 1965 | Yovanna                                  | Non à jamais sans toi              | 8    | 8    |      |      | Frans              |
| 1966 | Madeleine Pascal                         | Ne vois-tu pas ?                   | 6    | 12   |      |      | Frans              |
| 1967 | Géraldine                                | Quel cœur vas-tu briser ?          | 17   | 0    |      |      | Frans              |
| 1968 | Gianni Mascolo                           | Guardando il sole                  | 13   | 2    |      |      | Italiaans          |
| 1969 | Paola                                    | Bonjour, bonjour                   | 5    | 13   |      |      | Duits              |
| 1970 | Henri Dès                                | Retour                             | 4    | 8    |      |      | Frans              |
| 1971 | Peter, Sue & Marc                        | Les illusions de nos vingt ans     | 12   | 78   |      |      | Frans              |
| 1972 | Véronique Müller                         | C'est la chanson de mon amour      | 8    | 88   |      |      | Frans              |
| 1973 | Patrick Juvet                            | Je vais me marier, Marie           | 12   | 79   |      |      | Frans              |
| 1974 | Piera Martell                            | Mein Ruf nach dir                  | 14   | 3    |      |      | Duits              |
| 1975 | Simone Drexel                            | Mikado                             | 6    | 77   |      |      | Duits              |
| 1976 | Peter, Sue & Marc                        | Djambo, Djambo                     | 4    | 91   |      |      | Engels             |
| 1977 | Pepe Lienhard Band                       | Swiss lady                         | 6    | 71   |      |      | Duits              |
| 1978 | Carole Vinci                             | Vivre                              | 9    | 65   |      |      | Frans              |
| 1979 | Peter, Sue & Marc & Pfuri, Gorps & Kniri | Trödler & Co.                      | 10   | 60   |      |      | Duits              |
| 1980 | Paola                                    | Cinéma                             | 4    | 104  |      |      | Frans              |
| 1981 | Peter, Sue & Marc                        | Io senza te                        | 4    | 121  |      |      | Italiaans          |
| 1982 | Arlette Zola                             | Amour on t'aime                    | 3    | 97   |      |      | Frans              |
| 1983 | Mariella Farré                           | Io così non ci sto                 | 15   | 28   |      |      | Italiaans          |
| 1984 | Rainy Day                                | Welche Farbe hat der Sonnenschein? | 16   | 30   |      |      | Duits              |
| 1985 | Mariella Farré & Pino Gasparini          | Piano, piano                       | 12   | 39   |      |      | Duits              |
| 1986 | Daniela Simmons                          | Pas pour moi                       | 2    | 140  |      |      | Frans              |
| 1987 | Carol Rich                               | Moitié, moitié                     | 17   | 26   |      |      | Frans              |
| 1988 | Céline Dion                              | Ne partez pas sans moi             | 1    | 137  |      |      | Frans              |
| 1989 | Furbaz                                   | Viver senza tei                    | 13   | 47   |      |      | Reto-Romaans       |
| 1990 | Egon Egemann                             | Musik klingt in die Welt hinaus    | 11   | 51   |      |      | Duits              |
| 1991 | Sandra Simó                              | Canzone per te                     | 5    | 118  |      |      | Italiaans          |
| 1992 | Daisy Auvray                             | Mister music man                   | 15   | 32   |      |      | Frans              |
| 1993 | Annie Cotton                             | Moi, tout simplement               | 3    | 148  |      |      | Frans              |
| 1994 | Duilio                                   | Sto pregando                       | 19   | 15   |      |      | Italiaans          |
| 1996 | Kathy Leander                            | Mon cœur l'aime                    | 16   | 22   |      |      | Frans              |
| 1997 | Barbara Berta                            | Dentro di me                       | 22   | 5    |      |      | Italiaans          |
| 1998 | Gunvor                                   | Lass ihn                           | 25   | 0    |      |      | Duits              |
| 2000 | Jane Bogaert                             | La vita cos'è                      | 20   | 14   |      |      | Italiaans          |
| 2002 | Francine Jordi                           | Dans le jardin de mon âme          | 22   | 15   |      |      | Frans              |
| 2004 | Piero Esteriore & The MusicStars         | Celebrate!                         | X    | X    | 22   | 0    | Engels             |
| 2005 | Vanilla Ninja                            | Cool vibes                         | 8    | 128  | 8    | 114  | Engels             |
| 2006 | Six4one                                  | If we all give a little            | 16   | 30   | X    | X    | Engels             |
| 2007 | DJ BoBo                                  | Vampires are alive                 | X    | X    | 20   | 40   | Engels             |
| 2008 | Paolo Meneguzzi                          | Era stupendo                       | X    | X    | 13   | 45   | Italiaans          |
| 2009 | Lovebugs                                 | The highest heights                | X    | X    | 14   | 15   | Engels             |
| 2010 | Michael von der Heide                    | Il pleut de l'or                   | X    | X    | 17   | 2    | Frans              |
| 2011 | Anna Rossinelli                          | In love for a while                | 25   | 19   | 10   | 55   | Engels             |
| 2012 | Sinplus                                  | Unbreakable                        | X    | X    | 11   | 45   | Engels             |
| 2013 | Takasa                                   | You and me                         | X    | X    | 13   | 41   | Engels             |
| 2014 | Sebalter                                 | Hunter of stars                    | 13   | 64   | 4    | 92   | Engels             |
| 2015 | Mélanie René                             | Time to shine                      | X    | X    | 17   | 4    | Engels             |
| 2016 | Rykka                                    | The last of our kind               | X    | X    | 18   | 28   | Engels             |
| 2017 | Timebelle                                | Apollo                             | X    | X    | 12   | 97   | Engels             |
| 2018 | ZiBBZ                                    | Stones                             | X    | X    | 13   | 86   | Engels             |
| 2019 | Luca Hänni                               | She got me                         | 4    | 364  | 4    | 232  | Engels             |
| 2021 | Gjon's Tears                             | Tout l'univers                     | 3    | 432  | 1    | 291  | Frans              |
| 2022 | Marius Bear                              | Boys do cry                        | 17   | 78   | 9    | 118  | Engels             |
| 2023 | Remo Forrer                              | Watergun                           | 20   | 92   | 7    | 97   | Engels             |
| 2024 | Nemo                                     | The code                           | 1    | 591  | 4    | 132  | Engels             |
| 2025 | Zoë Më                                   | Voyage                             | 10   | 214  | X    | X    | Frans              |

## Festivals in Zwitserland
| Jaar | Plaats   | Zaal               | Presentatoren                                     |
| ---- | -------- | ------------------ | ------------------------------------------------- |
| 1956 | Lugano   | Teatro Kursaal     | Lohengrin Filipello                               |
| 1989 | Lausanne | Palais de Beaulieu | Lolita Morena en Jacques Deschenaux               |
| 2025 | Bazel    | St. Jakobshalle    | Hazel Brugger, Sandra Studer en Michelle Hunziker |

## Punten
In de periode 1957-2025. Punten gegeven in de halve finales zijn in deze tabellen niet meegerekend.
| Plaats | Land                | Punten |
| ------ | ------------------- | ------ |
| 1      | Italië              | 275    |
| 2      | Frankrijk           | 228    |
| 3      | Verenigd Koninkrijk | 225    |
| 4      | Zweden              | 207    |
| 5      | Duitsland           | 196    |

| Plaats | Land                | Punten |
| ------ | ------------------- | ------ |
| 1      | Nederland           | 203    |
| 2      | Verenigd Koninkrijk | 194    |
| 3      | Oostenrijk          | 188    |
| 4      | Finland             | 176    |
| 5      | België              | 169    |

### Twaalf punten gegeven aan Zwitserland
| Aantal | Land                | Wanneer                            |
| ------ | ------------------- | ---------------------------------- |
| 4      | België              | 1982, 1986, 1991, 2021 (j)         |
| 4      | Estland             | 2005, 2021 (j), 2024 (j), 2025 (j) |
| 4      | Finland             | 1980, 1981, 2021 (j), 2024 (j)     |
| 4      | Luxemburg           | 1986, 1991, 1993, 2024 (j)         |
| 3      | Albanië             | 2021 (j+t), 2024 (j)               |
| 3      | Denemarken          | 1990, 2021 (j), 2024 (j)           |
| 3      | Letland             | 2005, 2021 (j), 2024 (j)           |
| 3      | Ierland             | 1980, 1981, 2024 (j)               |
| 3      | Oostenrijk          | 1979, 2019 (t), 2024 (j)           |
| 3      | Verenigd Koninkrijk | 1976, 1981, 1982                   |
| 3      | Zweden              | 1986, 1988, 2024 (j)               |
| 2      | Duitsland           | 1988, 1993                         |
| 2      | Griekenland         | 1990, 2024 (j)                     |
| 2      | IJsland             | 1991, 2021 (j)                     |
| 2      | Italië              | 1975, 2024 (j)                     |
| 2      | Israël              | 1986, 2021 (j)                     |
| 2      | Malta               | 2006, 2024 (j)                     |
| 2      | Nederland           | 1986, 2024 (j)                     |
| 2      | Noorwegen           | 1981, 2024 (j)                     |
| 2      | Oekraïne            | 2024 (j+t)                         |
| 2      | Polen               | 2024 (j), 2025 (j)                 |
| 2      | Portugal            | 1988, 2024 (j)                     |
| 2      | Spanje              | 2024 (j), 2025 (j)                 |
| 1      | Azerbeidzjan        | 2024 (j)                           |
| 1      | Estland             | 2025 (j)                           |
| 1      | Frankrijk           | 1993                               |
| 1      | Georgië             | 2024 (j)                           |
| 1      | Joegoslavië         | 1981                               |
| 1      | San Marino          | 2024 (j)                           |

(j) = vakjury; (t) = televoting

### Twaalf punten gegeven door Zwitserland
(Vetgedrukte landen waren ook de winnaar van dat jaar.)
| Jaar | Land                | Jaar | Land                | Jaar | Land                     | Jaar | Land                           |
| ---- | ------------------- | ---- | ------------------- | ---- | ------------------------ | ---- | ------------------------------ |
| 1975 | Finland             | 1989 | Griekenland         | 2003 | Geen deelname            | 2017 | Portugal (j+t)                 |
| 1976 | Verenigd Koninkrijk | 1990 | Frankrijk           | 2004 | Servië en Montenegro     | 2018 | Duitsland (Juryj Servië (t)    |
| 1977 | Frankrijk           | 1991 | Spanje              | 2005 | Portugal                 | 2019 | Noord-Macedonië (j) Italië (t) |
| 1978 | Israël              | 1992 | Frankrijk           | 2006 | Bosnië en Herzegovina    | 2021 | Frankrijk (j) Servië (t)       |
| 1979 | Spanje              | 1993 | Ierland             | 2007 | Servië                   | 2022 | Griekenland (j) Servië (t)     |
| 1980 | Ierland             | 1994 | Ierland             | 2008 | Portugal                 | 2023 | Tsjechië (j) Albanië (t)       |
| 1981 | Frankrijk           | 1995 | Geen deelname       | 2009 | Turkije                  | 2024 | Griekenland (j) Israël (t)     |
| 1982 | Duitsland           | 1996 | Zweden              | 2010 | Duitsland                | 2025 | Italië (j) Israël (t)          |
| 1983 | Nederland           | 1997 | Verenigd Koninkrijk | 2011 | Bosnië en Herzegovina    |      |                                |
| 1984 | Ierland             | 1998 | Duitsland           | 2012 | Albanië                  |      |                                |
| 1985 | Turkije             | 1999 | Geen deelname       | 2013 | Italië                   |      |                                |
| 1986 | Zweden              | 2000 | Duitsland           | 2014 | Oostenrijk               |      |                                |
| 1987 | Ierland             | 2001 | Geen deelname       | 2015 | Zweden                   |      |                                |
| 1988 | Luxemburg           | 2002 | Spanje              | 2016 | Australië (j) Servië (t) |      |                                |

(j) = vakjury; (t) = televoting
1956 · 1957 · 1958 · 1959 · 1960 · 1961 · 1962 · 1963 · 1964 · 1965 · 1966 · 1967 · 1968 · 1969 · 1970 · 1971 · 1972 · 1973 · 1974 · 1975 · 1976 · 1977 · 1978 · 1979 · 1980 · 1981 · 1982 · 1983 · 1984 · 1985 · 1986 · 1987 · 1988 · 1989 · 1990 · 1991 · 1992 · 1993 · 1994 · 1995 · 1996 · 1997 · 1998 · 1999 · 2000 · 2001 · 2002 · 2003 · 2004 · 2005 · 2006 · 2007 · 2008 · 2009 · 2010 · 2011 · 2012 · 2013 · 2014 · 2015 · 2016 · 2017 · 2018 · 2019 · 2020 · 2021 · 2022 · 2023 · 2024 · 2025